# Fred Hansen (Politiker)

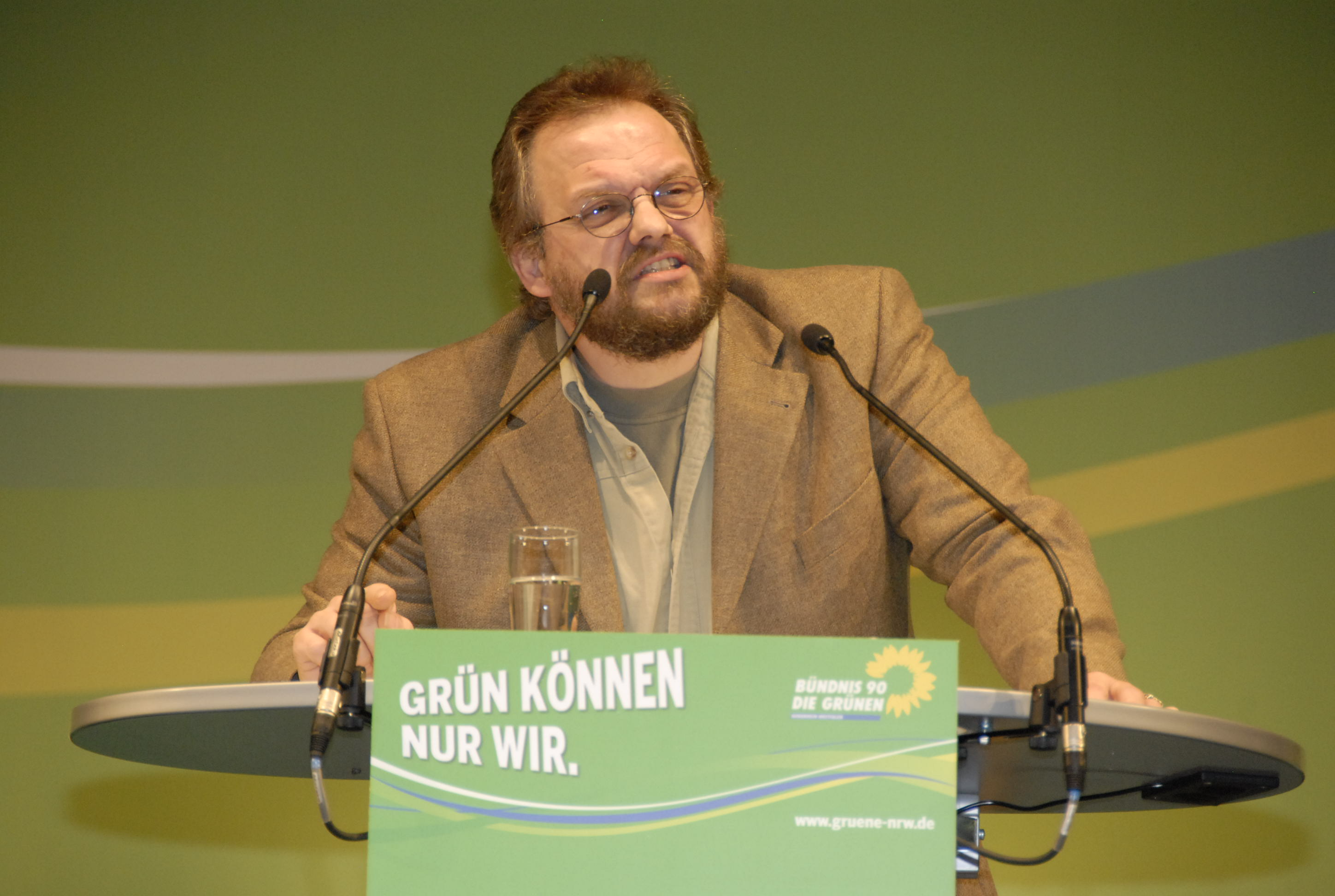
Fred Hansen (2009)

Fred Josef Hansen (* 12. Juni 1957 in Hürth) ist ein deutscher Politiker (Bündnis 90/Die Grünen).

## Ausbildung und Beruf
Fred Josef Hansen wurde im Ortsteil Hermülheim der Stadt Hürth geboren und legte 1977 sein Abitur in Kerpen ab. Von 1977 bis 1980 besuchte er die Fachhochschule für Forstwirtschaft in Göttingen sowie 1980 die Landes-Waldarbeiterschule. Ab 1981 war er Anwärter des gehobenen Dienstes im Forstamt Obereimer und 1982 forstlicher Sachbearbeiter im Forstamt Gevelsberg. Von 1983 bis 1990 war Hansen als Revierleiter des Forstamtes Altenhundem und von 1991 bis 1997 des Forstamtes Olpe tätig. Von 1997 bis Januar 1999 war er Mitarbeiter des Jugendwaldheims Gillerberg. Seit 2001 ist Hansen an der Schnittstelle Wald, Erholung und Tourismus tätig. Er leitet die entsprechende Schwerpunktaufgabe des Landesbetriebes Wald und Holz, NRW. Er ist der Einsatzleiter der Ranger Südwestfalen.
Ferner war er stellvertretender Landesvorsitzender des Ökologischen Jagdvereins und ist bei Greenpeace.
Seit dem 10. Mai 2012 ist der Landesvorsitzender des Bundes Deutscher Forstleute in Nordrhein-Westfalen. Zurzeit ist er Mitglied des Personalrates im Landesbetrieb Wald und Holz, NRW und im Hauptpersonalrat des nordrhein-westfälischen Umweltministeriums.

## Politik
Fred Josef Hansen ist seit 1983 Mitglied der Partei Die Grünen (heute: Bündnis 90/Die Grünen). Er war von 1984 bis 1989 Mitglied des Rates der Stadt Lennestadt. Er war von 1989 bis 2011 Mitglied des Rates der Gemeinde Kirchhundem und seit 1990 Mitglied des Kreistages Olpe, dort fungiert er als Fraktionsvorsitzender.
Fred Hansen war vom 1. Februar 1999 bis zum 1. Juni 2000 Mitglied des 12. Landtags von Nordrhein-Westfalen, in den er nachrückte. Er gehört bis 2014 dem Regionalrat der Bezirksregierung Arnsberg an.